# メチルホスホン酸
メチルホスホン酸は、無毒の有機リン化合物。亜リン酸トリエチルからミカエリス・アルブーゾフ反応によって生成することが出来るが、サリンの加水分解によっても生成されるためサリン検出の目安としても知られている。

## 化学的安定性
リンと炭素の直接結合（C-P結合）は、熱化学的に極めて安定である。水溶液中で強酸や強アルカリで加熱しても、C-P結合は開裂しない。（堀口雅昭 生体C-P化合物30年 1991)

## 生物の利用

### 酵素による分解
多くの生物は化学的安定性の高いC-P結合を切断できないが、一部のバクテリアはリン酸欠乏状態にさらされるとC-Pリアーゼを誘導してホスホン酸をリン源として利用する。大腸菌の場合、C-Pリアーゼは14個の遺伝子中にコードされている。C-Pリアーゼによるホスホン酸の分解は少なくとも6段階の酵素反応が関与している複雑な反応機構で構成される(J.P.Chin et al 2016)。
群体性窒素固定シアノバクテリア Trichodesmium erythraem は C-P リ アーゼ関連遺伝子をいくつか有しており、リン酸欠乏下でその発現を高める（Dyhrman,S.T et al 2006)。

### 海洋における好気的環境下のメタン過飽和
メチルホスホン酸は、海洋表層におけるメタン極大層の原因物質とされている。通常、メタンは嫌気的環境のみで発生すると考えられてきたため、海洋の好気的環境下（表層）でのメタン過飽和は長年の疑問であった。しかし、リン制限下でバクテリアのメチルホスホン酸代謝により、メタンが放出されることが培養実験で明らかとなった（David M.Karl et al., 2008）。
バクテリア等の細胞内で、メチルホスホン酸等、C‒P結合を持つリン化合物が蓄積されていることが明らかになっている（Metcalf et al., 2012)。

### 湖沼におけるメタン極大層形成
湖沼においても好気的環境下でメタン極大層が形成される。湖沼より採取したバクテリアをリン制限下でメチルホスホン酸を添加したところ、メタンが発生した。湖沼中のバクテリアもメチルホスホン酸をリン源として利用していた。(Mengyin Yao et al 2016)